# 포항중앙초등학교
포항중앙초등학교는 대한민국 경상북도 포항시 북구 우현동에 있는 공립 초등학교이다. 원래 위치는 포항시 북구 삼호로 36 (동빈1가 90)에 있었으며 인근 우현지구 개발로 인해 현재 위치로 이전하였다. 구 교사에는 2022년 6월 28일 북구청이 이전해 왔다.

## 학교 연혁
- 1946년 4월 13일 포항중앙공립국민학교 개교(4학년 9학급)
- 1962년 9월 28일 항도국민학교 분리
- 1983년 3월 1일 병설유치원 1학급 개설
- 1996년 3월 1일 포항중앙초등학교로 개칭
- 2017년 3월 1일 신설대체 이전 개교[2]
- 2020년 2월 13일 제73회 졸업(졸업생 총 수 17,854명)
- 2020년 3월 1일 초등 34학급 편성(특수학급 1학급), 유치원 2학급 편성 운영
- 2020년 9월 1일 김중도 교장 부임

## 참고 자료
- 포항중앙초등학교 - 한국교육학술정보원 학교알리미